# ShootMania Storm
 (novembre 2014).
Si vous disposez d'ouvrages ou d'articles de référence ou si vous connaissez des sites web de qualité traitant du thème abordé ici, merci de compléter l'article en donnant les références utiles à sa vérifiabilité et en les liant à la section « Notes et références ».
ShootMania Storm est un  jeu vidéo de tir à la première personne en ligne édité par Ubisoft et développé par Nadeo, ce dernier étant également responsable de la création de la série TrackMania.
Initialement prévue pour le 23 janvier 2013, la sortie officielle du jeu dans sa version définitive a été repoussée au 10 avril 2013.
Le mode multijoueur de Shootmania Storm est gratuit.

## Modes de jeu
ShootMania est un jeu orienté exclusivement multijoueur et est conçu notamment pour être utilisé lors d’événements de sport électronique.

### Elite
Le mode Elite est un mode développé par Nadeo, c'est aujourd'hui le mode le plus représenté dans l'esport. Il y a dans ce mode deux équipes constituées de 3 joueurs. Les deux équipes s'affrontent dans des situations de 1 vs 3 (un attaquant d'une équipe contre trois défenseurs de l'autre). L'équipe qui arrive à 9 manches gagnées remporte le match, mais il faut 2 manches d'écarts.
Pour gagner un round du côté attaquant il faut éliminer tous les défenseurs avant la fin de la manche (1 minute) ou réussir à capturer le pôle dans les 15 dernières secondes.
L'attaquant a la particularité de posséder 3 points d'armure, c'est-à-dire qu'il peut prendre 2 touches des défenseurs sans être éliminé. Il joue avec le laser et ne peut pas changer d'arme suivant l'endroit où il est. Il possède également plus d'endurance (ou stamina) que les défenseurs. L'attaquant peut détruire (cancel) tous les projectiles des défenseurs et peut voir le délai de récupération de son arme réduit. Pour que l'attaquant capture le pôle et gagne la manche il doit pendant les 15 dernières secondes être à proximité du pôle pendant 1.5s. À noter que la capture peut se faire en plusieurs fois.
Les défenseurs sont 3 et possèdent des rockets mais, il leur est possible de changer d'arme suivant les blocs ou zones où ils se trouvent. Ils peuvent stocker au maximum 4 roquettes et n'ont qu'un point d'armure. Le temps de récupération de leurs roquettes est plutôt rapide mais peut être accéléré si une ou plusieurs touchent la cible ou si l'attaquant détruit (cancel) l'une des rockets envoyées. Il faut savoir que les défenseurs peuvent repousser avec leurs roquettes (bump) l’attaquant et eux-mêmes.

### Siege
Le mode Siège est un mode développé par Nadeo. Ce mode se joue avec deux équipes de 5 joueurs en général mais peut aller jusqu'à 32 joueurs sur certains serveurs. Le but du jeu est de capturer le plus de points de contrôles en 5 rounds de deux tours. Dans un tour une équipe attaque et l'autre défend (les rôles s’inversent à la fin de l'attaque de la première équipe). Le nombre de points d'armure augmente de 1 à chaque round pour finir à 5 uniquement pour les attaquants. Si une équipe arrive la première à capturer tous les points de contrôles de la map elle gagne d'office la carte, même si elle a moins de points. On appelle un "KO" quand durant la première manche une des équipes arrive à capturer tous les points de contrôles, mais l'autre équipe si elle n'a pas encore attaquée, a le droit de contrer.
Pour que les défenseurs arrête une attaque il faut qu'ils éliminent tous les attaquants ou qu'ils tiennent suffisamment longtemps un point de contrôle pour que le temps de capture soit dépassé. Les défenseurs ont à leur disposition les roquettes (ils peuvent en stocker 4) mais aussi les nucleus (ils peuvent en stocker 2). Quand tous les défenseurs sont éliminés ou que le pôle est capturé, ils réapparaissent (respawn) au prochain point de contrôle.  Depuis Maniaplanet 3, les défenseurs  en jeu peuvent changer d'armes mais doivent attendre plus longtemps leurs premières munitions.
Les attaquants ont quant à eux un laser ou des roquettes. Comme pour les défenseurs, ils peuvent changer d'arme en cours de partie. Il faut savoir que les attaquants ne peuvent avoir que 2 roquettes stockées mais ont un temps de recharge plus rapide que les défenseurs.  Pour que les attaquants capturent des points de contrôles, ils doivent éliminer tous les défenseurs avant la fin du temps ou attendre 45s et capturer la porte associée au point de contrôle. La porte (ou gate) met 5s à se faire capturer et peut être effectuée en plusieurs fois mais perd rapidement des pourcentages de capture.
Quand un point de contrôle est capturé par les attaquants elle débloque la route pour le point de contrôle suivant. La capture de point de contrôle suit donc un ordre. Il n'y a pas de nombre de points de contrôles défini, c'est le mapper qui décide mais il y en a généralement 5.
Comme il est très avantageux de commencer un round en attaque car l'équipe qui commence à attaquer peut capturer tous les pôles et gagner la partie alors que l'autre équipe aurait pu le faire, il y a un système d'avantage. C'est-à-dire que la première équipe qui attaque est au round 1 défini par le serveur mais dépend ensuite des résultats. L'équipe qui a fait la meilleure attaque garde ou gagne l'avantage et commencera l'attaque au round suivant.

### Joust
Le mode Joust est un mode développé par Nadeo. Le joust est un mode de duel où deux joueurs s'affrontent avec plusieurs pôles. Le but du jeu est de remporter 3 rounds. Pour gagner un round les joueurs doivent toucher leur adversaire 7 fois avec 2 touches d'écart. Le joust fait partie des rares modes où aucune munition ne se recharge. Pour en obtenir il faut toucher les pôles qui sont disposés sur la carte mais attention vous ne pouvez pas recharger vos munitions sur le même pôle que celui que vous avez pris précédemment. À noter que vous avez obligation de vous ravitailler toutes les 45 secondes. Pour changer d'arme, il suffit de se placer sur différents blocs qui vous changera l'arme automatiquement.
Les munitions obtenues avec le pôle sont :  
- 2 Nucleus
- 1 Laser
- 6 Roquettes
- 3 Arrow

### Battle
Le mode Battle est un mode développé par Nadeo. Ce mode se joue avec 2 équipes, dont le but est de capturer tous les pôles de l'équipe adverse pour gagner un point. La première équipe qui atteint 2 points gagne le match. Pour capturer un pôle il suffit de se placer sur le pôle pendant environ 30s, comme pour l'Elite la capture peut se faire en plusieurs fois.
Au début du round, un pôle central est activé, le premier joueur qui touche ce pôle donne l'attaque à son équipe. C'est-à-dire que l'autre équipe ne peut pas capturer les pôles ennemis  et doit défendre ses pôles. Pour que l'équipe qui défend récupère l'attaque et commence à capturer les pôles, il faut qu’aucun joueur de l'autre équipe ne touche un seul des pôles pendant 15s.
Dans ce mode tous les joueurs ont des roquettes mais peuvent changer d'arme souvent l'endroit où ils se trouvent.
Il existe une autre version de Battle appelé Battlewave. Dans cette version l'attaque et la défense changent toutes les 15s.

### Royal
Le mode Royal est un mode développé par Nadeo. Ce mode est un FFA ( Chacun pour soi  )  dont le but du jeu est d'obtenir le premier un nombre de points donné, souvent entre 100 et 200 , cela dépend du nombre de joueurs. Dans une partie de Royal, il y a plusieurs rounds jusqu’à ce que quelqu'un gagne la partie. Au début du round tous les joueurs commencent avec 2 points d'armure et des roquettes mais ils peuvent changer d'arme suivant le bloc ou l'endroit où ils se trouvent. Généralement au centre de la carte il y a un pôle qui est capturable immédiatement avec un temps de capture égal à environ 2.5 secondes. Avant que quelqu'un ne capture le pôle si des joueurs sont éliminés, ils peuvent revivre avec seulement 1 point d'armure. Quand le pôle est capturé, une géante tornade englobe la carte et va petit à petit réduire le terrain de jeu. Si quelqu'un touche la tornade il est immédiatement éliminé. Quand un joueur est éliminé après la capture du pôle il est définitivement éliminé du round. Vers la fin du round la tornade arrête de rétrécir pour ne laisser que la zone autour du pôle de jouable. Le dernier survivant gagne le round.
Pour gagner des points dans un round il faut :
- Toucher d'autres joueurs
- Capturer le pôle
- Gagner un round

Une grande variante de se ce 	mode est le RoyalRoulette où le nombre d'armures et le type d'arme ainsi que son temps de rechargement est défini aléatoirement.

### Combo
Le combo est un mode développé par Nadeo. Dans ce mode il y a deux équipes de deux joueurs. La première équipe qui gagne 5 manches remporte la partie. Pour gagner une manche il faut que les deux joueurs de l'équipe ennemie soit éliminée simultanément. Quand un seul joueur est éliminé il doit attendre un certain temps avant de pouvoir réapparaître. Ce temps c'est aussi appelé "Combo Time", il augmente a chaque élimination (il y a un combo time par équipe). Le temps passe de 3s pour la première mort à 5 secondes etc ... Une manche dure 5 minutes, après ce délai dépassé, il n'y a pas de réapparition possible et une tornade englobe la carte puis rétrécit vers l'intérieur pour ne laisser jouable que le centre de la carte. Le délai de récupération de toutes les armes est plus long que dans les autres modes. Les joueurs commence avec 4 roquettes et ne peuvent se toucher qu'à partir de 10 secondes après le début de la manche. Dans les cartes de combo, il y a des objets qui sont éparpillés partout sur la carte, ils octroient à l'équipe qui les touche une munition pour l'arme qui lui est associée. Les objets d'armes réapparaissent 45 secondes après qu'ils ont été ramassés. Il existe aussi les objets d'armure qui donnent 1 point d'armure au joueur qui le ramasse, il a un temps de réapparition de 30 secondes. Les joueurs peuvent avoir 4 points d'armure au maximum et réapparaissent avec seulement 2 points d'armure.

### Obstacle
Le mode obstacle est un dérivé du mode Time Attack de Nadeo. Le Title pack de ce mode a été créé par Steeffeen. Comme pour le mode de Nadeo, le but du jeu est de finir un parcours le plus rapidement possible en passant par des checkpoints. La particularité du mode obstacle est que l'on peut réapparaître au dernier checkpoint atteint si on est éliminé à cause de la offzone ou si l'on s'est suicidé. Le mode obstacle permet également sur certains Checkpoints d'obtenir des roquettes illimitées ou de ne pas avoir de roquette du tout. Le mode obstacle est très populaire dans la communauté de shootmania car il permet de bien maîtriser les mouvements ainsi que la stamina.

### Heroes
Le mode Heroes est un mode développé par Nadeo. Ce mode est très similaire au mode Elite dans le sens où il y a deux équipes dont le but est de gagner 15 manches avec deux manches d’écart. Comme en Elite dans un round, il y a une équipe qui attaque et l'autre qui défend. L'équipe qui attaque doit pour gagner, escorter l'un de leurs joueurs défini à l'avance, à l'un des deux pôles de la carte, et le capturer avec le joueur désigné dans les 15 dernières secondes. Les attaquants peuvent aussi éliminer tous les défenseurs pour gagner la manche. Les attaquants disposent d'un rail sauf l'attaquant qui doit capturer le pole qui a des nucleus. Les défenseurs doivent empêcher la capture de l'un des pôles ou éliminer tous les attaquants, ils disposent pour cela de roquettes.

### Autres modes
- Le mode Infection : il y a 2 équipes : les survivants et les infectés. Un infecté est choisi au hasard en début de partie et possède une rocket pour l'aider à infecter un premier joueur, puis l'équipe des infectés s'agrandit pendant que les survivants tentent de lutter jusqu'à la fin du temps de la manche. Dans ce mode, plus on est, meilleur c'est.
- Le mode SpeedBall : il y a 2 équipes idéalement composées de 3 joueurs, où le but est d'amener une balle dans la zone de but adverse. La particularité du mode réside dans le fait que le porteur de la balle ne peut pas attaquer les adversaires avec ses roquettes. Si le porteur de la balle touche un autre joueur avec une de ses roquettes, la balle est transmise à celui-ci. Le mode allie plaisir et stratégie.

Il existe encore d'autres modes créés par la communauté grâce au mania-script et disponibles dans le store de Maniaplanet. Comme "arena duel" ou bien "hunger games".

## Armes principales
Plusieurs armes sont utilisables dans le jeu, dont les principales sont :
- La rocket : c'est l'arme de base. Le projectile, bien qu'assez rapide n'atteint pas sa cible instantanément, et nécessite une anticipation d'autant plus importante que la cible est éloignée. Plusieurs tirs à l'affilée sont possibles, tant que les munitions ne sont pas épuisées (4 en général). Le rechargement est rapide. C'est l'arme des défenseurs dans les modes Élite et Siège.
- Le laser ou railgun : c'est un laser, atteignant et éliminant sa cible instantanément. Elle se recharge lentement (environ 3 secondes) et il n'est pas possible d'enchaîner les tirs (une seule munition), de plus la hitbox de cette arme est très précise. Le laser est la seule arme capable de détruire tous les autres projectiles si le rayon du laser rencontre l'un d'eux (cancel ou deny)[pas clair]. C'est l'arme des attaquants dans les modes Élite et Siège, et elle peut s'utiliser à partir de plate-formes spéciales dans les autres modes de jeu.
- Le nucleus : c'est une arme dont le projectile se déplace lentement, et qui explose lorsqu'il rencontre un joueur, ou bien au bout d'environ 3 secondes si ce n'est pas le cas. Sa hitbox est assez grosse (déclenchement à proximité de l'adversaire) et le rayon de son explosion est assez important (possibilité de toucher plusieurs joueurs simultanément). De plus, ses projectiles peuvent se coller aux parois. Néanmoins le nucleus est assez lent, ce qui le rend difficile à utiliser à distance, son rechargement est relativement lent également, et le nombre de munitions limité à deux.
- L'arrow : utilisable depuis une plateforme spéciale, elle a également une assez grosse hitbox, mais est assez difficile à utiliser car elle a une trajectoire parabolique nécessitant aussi une certaine capacité d'anticipation. Elle est comparable à un mortier.

Depuis la mise à jour du jeu le 29 avril 2014, il est possible de créer ses propres armes[réf. nécessaire].

## Palmarès
Plusieurs compétitions ont déjà eu lieu, et trois équipes ont été sacrées championnes du monde dans le cadre de l'Electronic Sports World Cup :
- 2012 : Colwn 2-0 Eclypsia
- 2013 : aAa 3-2 Lemondogs
- 2014 : aAa 0-3 AERA Esport
- 2015 : AERA Esport 3-1 OnlineHeroes